# Alf Schwarz
Alf Schwarz (Biberach an der Riß, 22 de maio de 1935 – Natal, 3 de agosto de 2015) foi um sociólogo, antropólogo e etnologista alemão, naturalizado canadense, reconhecido pela sua pesquisa sobre a África subsariana. Após concluir seus estudos na Universidade de Paris-Sorbonne sob os ensinamentos de Raymond Aron, Pierre Bourdieu, Claude Lévi-Strauss, Roger Bastide e Georges Balandier, iniciou seus estudos sobre a África subsariana por meio da Universidade de Dakar. Sua carreira acadêmica teve início em 1963, ao integrar o corpo docente do Instituto de pesquisas econômicas e sociais da Universidade de Quinxassa. Entrou no corpo docente da Universidade Laval em 1966 como professor de sociologia. Fundou na Universidade Laval o primeiro programa acadêmico sobre estudos africanos da província do Québec. Como um dos pioneiros em estudos africanos no Canadá, esteve diretamente envolvido na criação da Associação Canadense de Estudos Africanos e foi editor, por muitos anos, do Canadian Journal of African Studies. Aposentou-se da Universidade Laval em 1998. Faleceu em Natal, em 2015.

## Honras
Alf Schwarz ganhou o título de Doutor Honoris Causa pela Universidade Estadual do Rio Grande do Norte, também tendo sido agraciado com o título de membro honorário da Fundação José Augusto.

## Livros
- 1989, L'industrie de la sécheresse - le développement régional au Nordeste brésilien, CRAD, Université Laval, Québec, 385 p.[1][2][3]
- 1989, Raison d'État / raison paysanne: essai sur le développement rural, Collection essais, Publications du Laboratoire de recherches  sociologiques, Université Laval, 125 p.[4][5]
- 1986, Masse et individualité, in  Jacques  Zylberberg  (ed.), La sociologie des masses, Klincksieck Méridiens, Paris
- 1983, Les dupes de la modernisation, Editions Nouvelle Optique, Montréal, 298 p.[6][7][8][9]
- 1982, Le tiers-monde et sa modernité de seconde main, FJA, Natal, 354 p.[10][11]
- 1980, Le développement inégal au Zaïre: approche psycho-sociologique, in  V.Y. Mudimbe  (ed.), La dépendance de l'Afrique et les moyens d'y remédier, Berger-Levrault, Paris[12][13][14]
- 1979, Colonialistes, africanistes et Africains, Editions  Nouvelle Optique, Montréal 120 p.[15][16][17][18]
- 1979, Les faux prophètes de l'Afrique ou  l´afr (eu)canisme, Les Presses de l'Université Laval, Quebec, 244 p.[19][20][21]
- 1975, Autopsie d'une aliénation: la jeunesse amérindienne du Nord canadien, in Elia Zureik et Robert M. Pike (eds.), Sozialization and Values in Canadien Society, Mc. Clelland and  Stewart, Toronto, 1975, pp. 239-261